# Diables Rouges de Briançon
Diables Rouges de Briançon – francuski klub hokejowy z siedzibą w Briançon w departamencie Hautes-Alpes.

## Historia
Klub hokejowy w Briançon powstał wiosną 1934 roku. Pierwszym prezesem klubu został Pierre Gravier. Zespół swoje pierwsze spotkanie rozegrało 29 grudnia 1934 roku przeciwko paryskiemu Français Volants.
Od roku 1935 zespół uczestniczył w rozgrywkach ligowych. W 1941 roku zespół po raz pierwszy awansował do finału rozgrywek o mistrzostwo Francji. W finałowym spotkaniu drużyna miała za przeciwnika Uniwersytecki Klub z Paryża, jednak z powodu II wojny światowej bezspornie tytuł przyznano drużynie z Briançon. Kolejne sukcesy, tym razem w kategoriach juniorskich zespół osiągał w latach 50., kiedy to w 1952 roku zespół zdobył tytuł mistrza Francji w kategorii kadetów, zaś rok później w kategorii juniorów. 22 grudnia 1968 roku zespół przeniósł się do obecnego lodowiska Patinoire René-Froger, wcześniej występował na lodowisku niedaleko rzeki Guisane. Dziesięć lat później po otwarciu lodowiska, zadaszono obiekt. W sezonie 1982/1983 zespół po raz pierwszy zdobył Trofeum Marcela Claret, przyznawany dla najlepszej drużyny w klasyfikacji fair-play, zespół trofeum to zdobyło również rok później oraz w sezonach: 2009/2010 i 2010/2011. W latach 80. XX wieku zespół często znajdował się w najlepszej dziesiątce zespołów ligi. W sezonie 1987/1988 uzyskał najlepszy rezultat odkąd wprowadzono po rundzie zasadniczej, fazę play-off. Zespół awansował do finału, gdzie przegrał z Hockey Club Mont-Blanc. Początek lat 90. zespół rozpoczął z dwoma brązowymi medalami za sezony 1990/1991 oraz 1991/1992. W sezonie 1991/1992 zespół zwyciężył również w rozgrywkach o Puchar As, pokonując w finale Rouen.
W kolejnym sezonie zespół uczestniczy w rozgrywkach Division 3, zwyciężając w nich i awansując do Division 2 w których również zwycięża. W 1997 zwycięża w rozgrywkach Division 1. W sezonie 2002/2003 zespół wraca do najwyższej klasy rozgrywkowej korzystając z reorganizacji rozgrywek. Po dwóch sezonach po raz pierwszy awansował do fazy play-off, dzięki zajęciu piątego miejsca w sezonie zasadniczym. Odpadł jednak w pierwszej rundzie rozgrywek posezonowych, będąc słabszym od Hockey Club de Mulhouse. Rok później zajął czwarte miejsce w fazie zasadniczej, po czym w fazie play-off przegrał w ćwierćfinale z Ducs de Dijon. W 2010 roku zespół sięgnął po raz pierwszy po Puchar Francji. W hali Bercy pokonując po serii rzutów karnych Dragons de Rouen. W 2012 roku po raz pierwszy wygrali w rozgrywkach o Puchar ligi pokonując w finale Pingouins de Morzine. W kolejnych dwóch sezonach zespół zdobył najpierw drugi Puchar Francji, zaś w sezonie 2013/2014 po raz pierwszy zwyciężył w rozgrywkach Ligue Magnus. Zespół trzykrotnie uczestniczył w meczu mistrzów, odpowiedniku Superpucharu. Dwukrotnie przegrał rywalizację w tych zawodach, zaś w roku 2013 pokonał drużynę z Rouen.

## Sukcesy
- Mistrzostwa Francji:
  -  Złoty medal Mistrzostw Francji (1 raz): 2014
  -  Srebrny medal Mistrzostw Francji: 1988, 2008, 2009
  - Finalista Mistrzostw Francji: 1941
  - Trofeum Marcela Claret: 1983, 1984, 2010, 2011
- Puchar Francji
  -  Zdobywca Pucharu Francji (2 razy): 2010, 2013
  - Finalista Pucharu Francji: 2005, 2006
- Puchar Ligi Francuskiej
  -  Zdobywca Pucharu Ligi Francuskiej (1 raz): 2012
  - Finalista Pucharu Ligi Francuskiej: 2008, 2009, 2011
- Mecz mistrzów:
  -  Zwycięzca 2013.
  - Finalista: 2009, 2014
- Puchar As (1 raz): 1992

## Zawodnicy
W drużynie występował m.in. Jakob Milovanovič, Márton Vas, Petri Ylönen, Ramón Sopko, Mark Rycroft, Michel Galarneau.
Klub zastrzegł numery:
- 9 dla Edo Terglav
- 11 dla Dennis Murphy
- 15 dla Richard Bermond